# (38197) 1999 LC19
1999 LC19 (asteroide 38197) é um asteroide da cintura principal. Possui uma excentricidade de 0.13569890 e uma inclinação de 9.84002º.
Este asteroide foi descoberto no dia 9 de junho de 1999 por LINEAR em Socorro.